# Tiedra
Tiedra – gmina w Hiszpanii, w prowincji Valladolid, w Kastylii i León, o powierzchni 47,31 km². W 2011 roku gmina liczyła 328 mieszkańców.